# アベイ・ド・ロンシャン賞
アベイ・ド・ロンシャン賞（仏: Prix de l'Abbaye de Longchamp）は、フランスギャロが凱旋門賞ウィークエンドの2日目にフランス・パリロンシャン競馬場の芝直線1000メートルで施行する競馬の平地重賞競走である。モーリス・ド・ゲスト賞と並ぶフランス短距離路線の最高峰競走としてグループ1（G1）に指定されている。

## 概要
1957年にパリロンシャン競馬場の100周年を祝いムーラン・ド・ロンシャン賞とともに創設。競走名のアベイとは修道院のことであり、かつて競馬場の北端に建っていた女子修道院にちなみ名付けられた。創設時から現在と同じパリロンシャン競馬場の直線芝1000メートルで凱旋門賞と同日に施行されている。
本競走は創設時から2歳から出走が可能であり、最初の10年間は第1回からテクサナが優勝するなど2歳馬が6勝と古馬と互角に渡り合っていた。しかし、1967年に地元の2歳馬ゼダーンが英国生産のドイツ調教馬ペンタスロンの2着に敗れた後、2歳馬の優勝は1978年のシジーによる1回だけである。1968年以降は英国をはじめとする外国からの遠征馬が優勢となっており地元のフランス調教馬も勝てていない。1997年にはジュライカップとモーリス・ド・ゲスト賞を含む6連勝中のフランス調教馬アナバーがクビ差の2着に敗れた。だが、彼に勝ったのは同厩馬のキステナでありシジー以来18年ぶりとなるフランス調教馬の勝利は果たされている。
日本では1999年にエルコンドルパサーの凱旋門賞挑戦に注目が集まる中、一足早く武豊が騎乗する日本調教馬アグネスワールドが優勝したことで一躍有名な競走となった。武豊は2001年にも地元のジョン・ハモンド厩舎所属のインペリアルビューティで優勝している。なお、同年からせん馬にも開放され今までで最多となる19頭立てで行われた。2007年には前年のスプリンターズステークス5着で当年も出走を予定していたベンバウンが優勝している。
欧州での競馬シーズンの終盤に開催され、欧州中からトップスプリンターが集まる事実上のフランス短距離最高峰競走であり、英国のジュライカップと並ぶ欧州短距離路線の最重要タイトルとされる。

## 歴史
- 1957年
  - パリロンシャン競馬場で行われる芝1000mの重賞競走、アベイ・ド・ロンシャン賞として創設。
  - フランソワ・デュプレの所有馬である2歳牝馬テクサナ（Texana）が優勝[注 2]。
- 1958年 - 史上最少の4頭立てのレースとなる。
- 1961年 - エティエンヌ・ポレ厩舎が、毎年違う馬での3連覇を達成。
- 1964年
  - テクサナの全妹テクサニタ（Texanita）が史上初の連覇。
  - フランソワ・デュプレが馬主として史上初の3連覇。
- 1966年 - フランソワ・マテ厩舎が5連覇を達成。
- 1967年 - ドイツ調教馬ペンタスロン（Pentathlon）が外国調教馬として初めて優勝。
- 1971年 - グループ制の導入に伴い、G2に格付け。
- 1976年
  - G1に昇格。
  - メンディップマン（Mendip Man）とジョンティオンブル（Gentilhombre）が同着優勝。
- 1977年 - ジョンティオンブルが史上2頭目の連覇。
- 1982年 - 一昨年・前年と続けて2着だったシャーポ（Sharpo）が優勝。
- 1985年 - コミッティド（Committed）が3頭目の連覇。
- 1986年 - ダブルシュワルツ（Double Schwartz）が優勝、父・ダブルフォーム（Double Form）との史上初の父仔制覇。
- 1988年 - 1位入線のカドージェネルー（Cadeaux Genereux）が最下位に降着。
- 1993年 - 史上最大の6馬身差でロックソング（Lochsong）が優勝。
- 1994年 - 5馬身差でロックソングが史上4頭目の連覇。
- 1999年 - 日本調教馬のアグネスワールドが優勝、同厩舎のドージマムテキは13着。
- 2001年 - 出走条件を緩和し騸馬にも開放。
- 2005年 - 2003年優勝馬パタヴェリアン（Patavellian）の半弟エイヴォンブリッジ（Avonbridge）が優勝。
- 2008年 - ハンガリー調教馬のウーヴェルドーズ（Overdose）が1位入線（0.54.5）するも、ゲートの故障によりフリーティングスピリット（Fleeting Spirit）がスタートできておらずレース不成立。再レースとなったがほとんどの馬はゴールまで走り切っており、ウーヴェルドーズを含む3頭が疲労により出走を取り消した。
- 2009年
  - ブリーダーズカップ・チャレンジシリーズに編入。優勝馬はブリーダーズカップ・ターフスプリントへの優先出走権が与えられることになる。
  - トータルギャラリー（Total Gallery）が優勝、父・ナミド（Namid）との史上2頭目の父仔制覇。
- 2010年 - 史上最多の21頭立てのレースとなる。
- 2011年 - ブリーダーズカップ・チャレンジシリーズから除外[注 8]。
- 2012年 - 賞金総額が30万ユーロから35万ユーロに増額。
- 2016年・2017年 - シャンティイ競馬場で代替開催。
- 2022年 - ザプラチナムクイーン（The Platinum Queen）が2歳馬として44年ぶりの優勝。

### 歴代優勝馬
| 回数   | 施行日        | 調教国・優勝馬     | 日本語読み                   | 性齢 | タイム  | 優勝騎手               | 管理調教師             | 馬主                               |
| ------ | ------------- | ------------------ | ---------------------------- | ---- | ------- | ---------------------- | ---------------------- | ---------------------------------- |
| 第1回  | 1957年10月6日 | Texana             | テクサナ                     | 牝2  |         |                        | F.マテ                 | F.デュプレ（en）                   |
| 第2回  | 1958年10月5日 | Edellic            | エデリック                   | 牡3  | 0:58.4  | M.ガルシア             | F.マテ                 | L.ヴォルテッラ夫人                 |
| 第3回  | 1959年10月4日 | Sly Pola           | スライポーラ                 | 牝2  |         |                        | E.ポレ                 |                                    |
| 第4回  | 1960年10月9日 | High Bulk          | ハイバルク                   | 牝2  | 1:01.5  | J.マサール             | E.ポレ                 | P.モット                           |
| 第5回  | 1961年10月8日 | L'Epinay           | レピネイ                     | 牡3  | 1:01.2  | R.ポワンスレ           | E.ポレ                 | J.Pierari                          |
| 第6回  | 1962年10月7日 | Fortino            | フォルティノ                 | 牡3  | 0:59.1  | Y.サンマルタン         | F.マテ                 | F.デュプレ                         |
| 第7回  | 1963年10月6日 | Texanita           | テクサニタ                   | 牝2  |         | Y.サンマルタン         | F.マテ                 | F.デュプレ                         |
| 第8回  | 1964年10月4日 | Texanita           | テクサニタ                   | 牝3  | 0:59.6  | T.グレノン（en）       | F.マテ                 | F.デュプレ                         |
| 第9回  | 1965年10月3日 | Silver Shark       | シルバーシャーク             | 牡2  | 0:59.7  | Y.サンマルタン         | F.マテ                 | アーガー・ハーン4世                |
| 第10回 | 1966年10月9日 | Farhana            | ファラナ                     | 牝2  | 1:00.5  | Y.サンマルタン         | F.マテ                 | アーガー・ハーン4世                |
| 第11回 | 1967年10月8日 | Pentathlon         | ペンタスロン                 | 牡3  | 0:59.5  | F.ヘッド               | H.ダナー               | F.オスターマン                     |
| 第12回 | 1968年10月6日 | Be Friendly        | ビーフレンドリー             | 牡4  | 1:00.2  | G.ルイス（en）         | C.ミッチェル           | P.オサリバン                       |
| 第13回 | 1969年10月5日 | Tower Walk         | タワーウォーク               | 牡3  | 0:59.0  | L.ピゴット             | G.Barling              | V.ハーディ                         |
| 第14回 | 1970年10月4日 | Balidar            | バリダー                     | 牡4  | 0:58.4  | L.ピゴット             | J.ウィンター           | D.Prenn                            |
| 第15回 | 1971年10月3日 | Sweet Revenge      | スウィートリヴェンジ         | 牡4  | 1:02.0  | G.ルイス               | T.コーベット           | アッテンボロー夫人                 |
| 第16回 | 1972年10月8日 | Deep Diver         | ディープダイバー             | 牡3  | 0:57.0  | W.ウィリアムソン（en） | P.デイビー             | D.ロビンソン                       |
| 第17回 | 1973年10月7日 | Sandford Lad       | サンフォードラッド           | 牡3  | 0:59.2  | A.マーレイ             | H.プライス             | C.Olley                            |
| 第18回 | 1974年10月6日 | Moubariz           | モバリッズ                   | 牡3  | 0:59.7  | H.サマニ               | F.マテ                 | アーガー・ハーン4世                |
| 第19回 | 1975年10月5日 | Lianga             | リャーンガ                   | 牝4  | 0:59.2  | Y.サンマルタン         | A.ペンナ（en）         | D.ウィルデンシュタイン             |
| 第20回 | 1976年10月3日 | Gentilhombre       | ジョンティオンブル           | 牡3  | 1:00.3  | T.マキューン           | N.アダム               | J.デービス夫人                     |
| 第20回 | 1976年10月3日 | Mendip Man         | メンディップマン             | 牡4  | 1:00.3  | A.ジベール             | A.Paus                 |                                    |
| 第21回 | 1977年10月2日 | Gentilhombre       | ジョンティオンブル           | 牡4  | 0:56.0  | P.クック               | N.アダム               | J.マレル                           |
| 第22回 | 1978年10月1日 | Sigy               | シジー                       | 牝2  | 0:59.1  | F.ヘッド               | C.ヘッド               | A.ヘッド夫人                       |
| 第23回 | 1979年10月7日 | Double Form        | ダブルフォーム               | 牡4  | 0:56.7  | J.リード（en）         | R.ジョンソン・ホートン | H.ティッセン男爵夫人               |
| 第24回 | 1980年10月5日 | Moorestyle         | ムーアスタイル               | 牡3  | 0:56.3  | L.ピゴット             | R.アームストロング     | Moores International Furnishings   |
| 第25回 | 1981年10月4日 | Marwell            | マーウェル                   | 牝3  | 0:59.7  | W.スウィンバーン       | M.スタウト             | E.ローダー                         |
| 第26回 | 1982年10月3日 | Sharpo             | シャーポ（en）               | 牡5  | 1:01.2  | P.エデリー             | J.ツリー（en）         | M.Scheriffe                        |
| 第27回 | 1983年10月2日 | Habibti            | ハビブティ（en）             | 牝3  | 0:54.3  | W.カーソン             | J.ダンロップ           | M.ムタワ                           |
| 第28回 | 1984年10月7日 | Committed          | コミッティド                 | 牝4  | 0:59.8  | S.コーゼン             | D.ウェルド（en）       | R.サングスター（en）               |
| 第29回 | 1985年10月6日 | Committed          | コミッティド                 | 牝5  | 0:55.2  | M.キネーン             | D.ウェルド             | A.ポールソン（en）                 |
| 第30回 | 1986年10月5日 | Double Schwartz    | ダブルシュワルツ             | 牡5  | 0:56.8  | P.エデリー             | C.ネルソン             | R.サングスター                     |
| 第31回 | 1987年10月4日 | Polonia            | ポローニア                   | 牝3  | 0:56.7  | C.ロシェ（en）         | J.ボルジャー（en）     | H.クフャトコフスキ                 |
| 第32回 | 1988年10月2日 | Handsome Sailor    | ハンサムセーラー             | 牡5  | 0:57.0  | M.ヒルズ（en）         | B.ヒルズ               | R.サングスター                     |
| 第33回 | 1989年10月8日 | Silver Fling       | シルヴァーフリング           | 牝4  | 0:59.9  | J.マティアス           | I.ボールディング（en） | G.ストローブリッジ（en）           |
| 第34回 | 1990年10月7日 | Dayjur             | デイジュール                 | 牡3  | 0:58.7  | W.カーソン             | W.ハーン（en）         | シェイク・ハムダン                 |
| 第35回 | 1991年10月6日 | Keen Hunter        | キーンハンター               | 牡4  | 0:59.4  | S.コーゼン             | J.ゴスデン（en）       | シェイク・モハメド                 |
| 第36回 | 1992年10月4日 | Mr Brooks          | ミスターブルックス（en）     | 牡5  | 1:02.3  | L.ピゴット             | R.ハノン（en）         | P.グリーン                         |
| 第37回 | 1993年10月3日 | Lochsong           | ロックソング（en）           | 牝5  | 0:59.7  | L.デットーリ           | I.ボールディング       | J.C.スミス                         |
| 第38回 | 1994年10月2日 | Lochsong           | ロックソング                 | 牝6  | 0:57.2  | L.デットーリ           | I.ボールディング       | J.スミス                           |
| 第39回 | 1995年10月1日 | Hever Golf Rose    | ヒーヴァーゴルフローズ（en） | 牝4  | 0:57.7  | J.ウィーバー（en）     | T.ノートン             | M.ハンソン                         |
| 第40回 | 1996年10月6日 | Kistena            | キステナ                     | 牝3  | 0:59.3  | O.ドゥルーズ           | C.ヘッド               | ヴェルトハイマー兄弟               |
| 第41回 | 1997年10月5日 | Carmine Lake       | カーマインレイク             | 牝3  | 0:56.9  | J.リード               | P.チャップルハイアム   | R.サングスター                     |
| 第42回 | 1998年10月4日 | My Best Valentine  | マイベストバレンタイン       | 牡8  | 0:58.9  | R.コクレーン           | V.ソーン               | The Valentines                     |
| 第43回 | 1999年10月3日 | Agnes World        | アグネスワールド             | 牡4  | 1:01.4  | 武豊                   | 森秀行                 | 渡辺孝男                           |
| 第44回 | 2000年10月1日 | Namid              | ナミド                       | 牡4  | 0:55.1  | J.ムルタ               | J.オックス（en）       | Lady Clague                        |
| 第45回 | 2001年10月7日 | Imperial Beauty    | インペリアルビューティ       | 牝5  | 1:00.3  | 武豊                   | J.ハモンド             | J.マグナー夫人&M.テイバー          |
| 第46回 | 2002年10月6日 | Continent          | コンティネント（en）         | 騸5  | 0:57.2  | D.ホランド             | D.ニコルズ             | Lucayan Stud                       |
| 第47回 | 2003年10月5日 | Patavellian        | パタヴェリアン               | 騸5  | 0:59.3  | S.ドローン（en）       | R.チャールトン（en）   | D.ディア                           |
| 第48回 | 2004年10月3日 | Var                | ヴァール                     | 牡5  | 0:55.0  | L.デットーリ           | C.ブリテン             | M.ラーシド                         |
| 第49回 | 2005年10月2日 | Avonbridge         | エイヴォンブリッジ（en）     | 牡5  | 0:56.9  | S.ドローン             | R.チャールトン         | D.ディア                           |
| 第50回 | 2006年10月1日 | Desert Lord        | デザートロード               | 騸6  | 0:54.8  | J.スペンサー           | K.ライアン             | Bull & Bell Partnership            |
| 第51回 | 2007年10月7日 | Benbaun            | ベンバウン                   | 騸6  | 0:56.7  | P.スマレン             | M.ウォレス             | ランズレー、バークス&ヒレン        |
| 第52回 | 2008年10月5日 | Marchand D'or      | マルシャンドール             | 騸5  | 0:54.4  | D.ボニヤ               | F.ヘッド               | J.ジラール夫人                     |
| 第53回 | 2009年10月4日 | Total Gallery      | トータルギャラリー           | 牡3  | 0:55.1  | J.ムルタ               | J.ムーア               | Coleman Bloodstock Ltd             |
| 第54回 | 2010年10月3日 | Gilt Edge Girl     | ギルトエッジガール           | 牝4  | 0:57.0  | L.モリス               | C.コックス             | Wood Street Syndicate V & C.Harper |
| 第55回 | 2011年10月2日 | Tangerine Trees    | タンジェリンツリーズ         | 騸6  | 0:55.53 | T.イーヴス             | B.スマート             | Tangerine Trees Partnership        |
| 第56回 | 2012年10月7日 | Wizz Kid           | ウィズキッド                 | 牝4  | 1:01.17 | G.モッセ               | R.コレ（en）           | M.マホニー夫人                     |
| 第57回 | 2013年10月6日 | Maarek             | マーレク                     | 騸6  | 0:57.50 | D.マクドノー           | B.ララー               | Lisbunny Syndicate                 |
| 第58回 | 2014年10月5日 | Move In Time       | ムーブインタイム             | 騸6  | 0:56.42 | D.タドホープ           | D.オメーラ             | A.Turton, J.Blackburn, R.Bond      |
| 第59回 | 2015年10月4日 | Goldream           | ゴールドリーム               | 騸6  | 0:54.79 | M.ハーレー             | R.コウェル             | J.Sargeant & Mrs J.Morley          |
| 第60回 | 2016年10月2日 | Marsha             | マーシャ                     | 牝3  | 0:57.27 | L.モリス               | M.プレスコット         | Elite Racing Club                  |
| 第61回 | 2017年10月1日 | Battaash           | バターシュ                   | 騸3  | 0:57.59 | J.クロウリー           | チャールズ・ヒルズ     | シェイク・ハムダン                 |
| 第62回 | 2018年10月7日 | Mabs Cross         | マブズクロス                 | 牝4  | 0:57.11 | G.モッセ               | M.ドッズ               | David W. Armstrong                 |
| 第63回 | 2019年10月6日 | Glass Slippers     | グラススリッパーズ           | 牝3  | 0:58.04 | T.イーヴス             | K.ライアン             | Bearstone Stud                     |
| 第64回 | 2020年10月4日 | Wooded             | ウッディド                   | 牡3  | 0:58.52 | P-C.ブドー             | F-H.グラファール       | Al Shaqab Racing                   |
| 第65回 | 2021年10月3日 | A Case Of You      | アケースオブユー             | 牡3  | 0:58.02 | R.ウィーラン           | A.マクギネス           | Gary Devlin                        |
| 第66回 | 2022年10月2日 | The Platinum Queen | ザプラチナムクイーン         | 牝2  | 0:58.65 | H.ドイル               | R.フェイヒー           | Middleham Park Racing XV           |
| 第67回 | 2023年10月1日 | Highfield Princess | ハイフィールドプリンセス     | 牝6  | 0:55.07 | J.ハート               | J.クイン               | Trainers House Enterprises Ltd     |
| 第68回 | 2024年10月6日 | Makarova           | マカロヴァ                   | 牝5  | 0:56.33 | T.マーカンド           | E.ウウォーカー         | Brightwalton Bloodstock Ltd        |

### 日本人騎手の成績
日本調教馬以外での騎乗成績
| 回数   | 施行日        | 騎乗馬名                                  | 性齢 | 騎手名 | 管理調教師          | 頭数 | 着順 |
| ------ | ------------- | ----------------------------------------- | ---- | ------ | ------------------- | ---- | ---- |
| 第45回 | 2001年10月7日 | Imperial Beauty（インペリアルビューティ） | 牝5  | 武豊   | J.ハモンド          | 19頭 | 1着  |
| 第46回 | 2002年10月6日 | Maybe Forever（メイビーフォーエヴァー）   | 牝4  | 武豊   | C.ラフォン=パリアス | 20頭 | 18着 |

### 優勝馬の日本への輸入
フランスでカロなどの産駒を輩出していたフォルティノが1969年に輸入され、1973年にシルバーシャークとディープダイバー、1974年にサンフォードラッド、1975年にモバリッズが続いた。中でもフォルティノは重賞馬を数頭産出し、代表産駒シービークロスは1979年に重賞3勝や天皇賞（春）で3着と活躍した。そうした結果もあり、フォルティノの孫で本競走を連覇したジョンティオンブルも1980年に輸入される。ジョンティオンブルは初年度に重賞2勝のキタヤマザクラと重賞3着を2頭出すに止まり、これ以降は本競走優勝馬は輸入されていない。
彼らの中で最も成功した直系にシービークロスの仔タマモクロスがいるが、日本ではむしろ母の父としての影響が強い。フォルティノは日本ダービー馬サクラシヨウリ、シルバーシャークはJRA顕彰馬オグリキャップと桜花賞馬オグリローマンの兄妹、モバリッズは2年連続JRA賞最優秀スプリンターのバンブーメモリーと直仔にはいなかった一線級の馬が産出されている。ジョンティオンブルも彼らほどではないが2頭の重賞馬がおり、2代母の父としても秋華賞馬ティコティコタックを産出した。

### 記録
- レースレコード - 0:54.30（1983年優勝馬ハビブティ）
- 最多優勝騎手（5勝） - イヴ・サンマルタン（1962年、1963年、1965年、1966年、1975年）
- 最多勝調教師（7勝） - フランソワ・マテ（1957年、1958年、1962年〜1966年、1974年）
- 最多勝馬主（4勝）
  - フランソワ・デュプレ（1957年、1962年〜1964年）
  - ロバート・サングスター（1984年、1986年、1988年、1997年）